# 46 Draconis
46 Draconis, eller c Draconis, är en roterande variabel av Alfa2 Canum Venaticorum-typ (ACV:) i stjärnbilden Draken.
46 Dra varierar mellan visuell magnitud +5,04 och 5,05 utan någon fastställd periodicitet.